# B.o.B.
Боби Реј Симонс Млађи (енгл. Bobby Ray Simmons Jr.; 15. новембар 1988), познат под умјетничким именом као B.o.B, амерички је репер, пјевач, текстописац и музички продуцент. Године 2006, открио га је амерички музички продуцент Брајан Ричардсон и упознао га је са TJ Чапманом, који га је довео до Џима Џонсина. Након што је чуо његову музику, Џонсин му је понудио уговор и B.o.B је потписао за издавачку кућу Ребел рок ентертајнмент. Двије године касније, Џонсин и B.o.B су потписали заједнички подухват (уговор у којем двије или више особа удружују свој рад ради остварења пословног подухвата) са Атлантик рекордсом и Гранд хустл рекордсом, који је у власништву америчког репера T.I.-ја.
B.o.B је брзо постао славан, након његовог дебитантског комерцијалног сингла "Nothin' on You", који је постао број 1 у Сједињеним Државама и Уједињеном Краљевству. Његов трећи сингл Airplanes, изашао 13. априла 2010. године, нашао се на другом мјесту Билборд хот 100 листе синглова у Сједињеним Државама, док се нашао на првом мјесту у Уједињеном Краљевству и Новом Зеланду. Пјесма "Airplanes 2", коју је снимио заједно са Еминемом, била је номинована за греми за најбољу поп сарадњу са вокалима. Његов пети сингл ""Magic", постала је његова трећа пјесма која се нашла у топ 10 на листи часописа Билборд хот 100. Дебитантски студијски албум B.o.B Presents The Adventures of Bobby Ray, којем су претходила два EP-а и неколико микстејпова, објављен је у априлу 2010. године. Албум је достигао прво мјесто најпопуларнијих у Сједињеним Државама у избору Билборд 200 магазина; албум је 2016. године добио сертификат 2× платинум од стране Америчког удружења дискографских кућа. B.o.B се 2010. године нашао на деветом мјесту у избору МТВ-ија за награду "најпожељнији MC у игри", док је први био Еминем.
Други студијски албум под називом Strange Clouds објавио је у мају 2012. године. У албуму се нашло шест синглова, од којих су четири била међународно високо котирана. Пјесма Strange Clouds са албума, постала је његова четврта пјесма која се нашла у топ 10 на листи Билборд хот 100. Синглови "So Good", "Both of Us" и "Out of My Mind" нашли су се у топ 10, док су последња два добила сертификат платинум. Албум се нашаао на петом мјесту на листи албума у Сједињеним Државама Билборд 200. Његов трећи албум "Underground Luxury", објављен је у децембру 2013 и подржан је синглом "HeadBand". У августу 2015. године, B.o.B је изненада покренуо нови пројекат, микстејп Psycadelik Thoughtz, путем дигиталне дистрибуције, са мало промоције. Наставио је са микстејповима и у периоду од децембра 2015. до августа 2016. године објавио је још четири: WATER, FIRE, EARTH и AIR, док је у новембру 2016. године објавио компилацијски албум Elements, која је садржао четири претходно објављена микстејпа. Године 2017. објавио је пети студијски албум под називом "Ether", за који је рекао да је пети наставак Elements серије. Његова популарност почела је да опада, албум је дебитовао на Билборд 200 листи на 179 мјесту. Године 2018. објавио је шести студијски албум, под називом "NAGA", који се није нашао међу 200 на Билбордовој листи. B.o.B вјерује да је земља равна.

## Живот и каријера

### 1988—2006: Дјетињство и почетак каријере
B.o.B је рођен у Винстон-Сејлему, у Сјеверној Каролини. Свирао је трубу у школском бенду, током основне и средње школе. Иако су његови родитељи хтјели да настави образовање, у шестом разреду је одлучио да жели да почне музичку каријеру. Његов отац, који је пастор, није одобравао његов избор док није схватио да B.o.B користи музику као начин терапије и креативног одушка. B.o.B се касније осврнуо на своје искуство говорећи: "Увијек су ме подржавали. Купили су ми први Синтесајзер да бих правио ударце и помогли су ми да купим опрему. Али било је тешко за њих да заиста схвате шта ја заиста покушавам да остварим." B.o.B је похађао средњу школу Колумбија у Декејтуру, гдје је свирао трубу у школском бенду, док није добио уговор са продукцијском кућом и напустио је школу у деветом разреду.
Године 2002, након што се састао са својим ментором и ко менаџером B- Rich-ом са 14 година, продао је своју прву музику бившем редитељу Slip-n-Slide рекордса — Ситију, за пјесму под називом "I'm the Cookie Man". B.o.B је осјетио да је успио: "Отишао сам и потрошио сав мој новац на брзе ствари као што су огрлица и балин. Ускоро сам био шворц поново, али сам научио двије важне ствари из тога; побринути се да сачувам новац и то да са закачен за музику." B.o.B је наставио да наступа уживо и на "подземним догађајима", којима се сматрају пјесме које нису легално комерцијализоване, да би усавршио свој занат. Године 2006, с обзиром на то да је био малољетник, B- Rich му је помогао да уђе у ноћни клуб Крусијал, чији је власник био репер T.I. Тамо је B.o.B изводио пјесму "Cloud 9", коју је сам продуцирао, као оду канабису. У публици је био продуцент и индустријски ветеран Тиџеј Чапман, главни извршни директор TJ's DJ's. Чапман је пристао да му буде ко менаџер, а само мјесец касније B.o.B је потписао за Атлантик рекордс и Ребел рок, које води Џим Џонсин. Његов први сингл за Атлантик 2007. године, "Haterz Everywhere", нашао се у топ пет хип хоп пјесама у избору Билборда. Упоредо са соло каријером, B.o.B је члан реп групе HamSquad, заједно са извођачима: Playboy Tre, DJ Swatts, DJ Smooth, Moss B, B-Rich and TJ Chapman.

### 2007—2008: Успон и микстејпови
B.o.B је почео да бива познат на почетку 2007. године. Његов подземни сингл "Haterz Everywhere" привукао је пажњу јер се нашао на петом мјесту билбордове листе. Ремикс исте пјесме, са Рич Бојем коришћен је у видео игри Fight Night Round 4, док је касније снимљен и спот за ту верзију пјесме. Други сингл "I'll Be in the Sky", објављен је 2008. године и нашао се на 15 мјесту на листи. Сајт About.com назвао је пјесму "паметном, фанки и јаком уводу у његов албум" и сврстао је на 13 мјесто на својој листи најбољих 100 реп пјесама 2008. године. Друга његова пјесма, под називом "Generation Lost", нашла се на 32 мјесту на листи. Ово је праћено новим синглом "Don't Let Me Fall". Први велики дует B.o.B је снимио са репером T.I. 2008. године, пјесму под називом "On Top of the World".
Године 2008, откривено је да ће бити на насловној страни XXL магазина, заједно са Ашером Ротом, Чарлсом Хамилтоном и Вајлом, као дио њихове емисије "хип хоп разред '09". У октобру 2008, B.o.B се нашао на насловници магазина Вајб, заједно са другим младим музичарима, гдје је означен као обећавајући млади таленат. Од 2007 до 2008, снимио је четири микса: The Future (2007), Cloud 9 (2007), Hi! My Name is B.o.B (2008) Who the F#*k is B.o.B? (2008) и два EP-а: Eastside (2007), и 12th Dimension (2008).

### 2008—2010: Успјеси и дебитантски албум
Године 2008, откривено је да је B. o. B укључен у годишњу класу "бруцоша" 
XXL магазина и нашао се на насловној страни заједно са тренутним и надолазећим реперима, као што су: Ашер Рот, Вејл, Кид Куди, Чарлс Хамилтон, Кори Гунз, Блу, Мики Фац, Ејс Худ и Куреншај. У фебруару 2009, урадио је оригиналну пјесму под називом "Auto-Tune", за видео игру Grand Theft Auto: The Lost and Damned. На дан 16. маја 2009. године, B.o.B је објавио насловну музику за пјесму Мануа Чаоа "Mr. Bobby" и открио је да жели да буде мононимно познат као Боби Реј, док је такође истакао да води своју музику у другом правцу: "Сада идем са именом Боби Реј. Побрини се да ставиш Боби Реј. Стварно идем у новом правцу — слободнијем и не трудим се да будем ни у једном одређеном жанру. Не осјећам се као да сам радио то. Не осјећам се као да сам покушавао да се уклопим, али осјећам се још више слободнијег духа. Имам више воље музички. То је све оно што сам ја. Ја сам о гитарама, акордима и клавијатурама".
На дан 22. јуна 2009. године, објавио је свој пети микс, под називом B.o.B vs. Bobby Ray. Микс, подсјетник ремикса T.I. vs. T.I.P., који је објавио репер T.I. 2007 године, продуцирали су Fury и B.o.B. Микс је такође укључивао пјесму "Fly Like Me", коју је продуцирао Ред Спид и пјесму "Put Me On", која је замишљена верзија пјесме "Bonita Applebum", коју је снимио хип хоп бенд A Tribe Called Quest 1990 године. Пјесму "Put Me On", користио је Рибок на прослави Reebok Classic Remix колекције. Пјесма је доступна за преузимање искључиво за кориснике који купе нешто из те рибокове колекције. Током љета 2009. године, B.o.B се придружио реперима Киду Кудију и Ештону Роту на великој концертној турнеји под називом 'The Great Hangover'.
На дан 13. јануара 2010. године, B.o.B је најавио свој дебитантски студијски албум под називом The Adventures of Bobby Ray, за који је очекивано да буде објављен 25. маја 2010. Да би промовисао албум, објавио је микс под називом "25. мај", у знак датума када албум треба да изађе. Микс је објављен 1. фебруара 2010. године. У пјесми су се појавили Џеј Кол, Ашер Рот, Playboy Tre, Чарлс Хамилтон и Бруно Марс. Као бонус пјесма додат је његов први сингл "Nothin' on You", на којем је такође Бруно Марс радио. Након комерцијалног успјеха микс пјесме "25. мај" и сингла "Nothin' on You", датум изласка албума помјерен је за 27. април 2010. године. Прије изласка албума објавио је још три пјесме: "Don't Let Me Fall" (објављена 6. априла 2010), "авиони" (13. април 2010; са Хајлијем Вилијамсом), и "Bet I" (20. април 2010; са T.I. и Playboy Tre). Спот за пјесму "Bet I" објављен је на Атлантик видеос каналу на јутјубу.
Албум под називом B.o.B представља: The Adventures of Bobby Ray објављен је под обиљежјима продукцијских кућа Атлантик рекордс и Гранд хустл; на улбуму су се нашли Лупе Фијаско, T.I., Playboy Tre, Хејли Вилијамс, Риверс Комо, Рико Барино, Џанел Моне и Бруно Марс. Албум је објављен 27. априла 2010. године и добио је претежно позитивне оцјене; у првој недељи продато је 84.000 примјерака и нашао се на првом мјесту билбордове листе најпопуларнијих албума. B.o.B је тако постао тринаести музичар чији се албум нашао на првом мјесту у првој недељи након објављивања. У јулу је објавио да одлази на турнеју, коју је назвао "The SHOOTiN for Stars Tour". Датуми и мјеста на којима ће наступити објављени су на његовом званичном сајту 13. јула. B.o.B је номинован за неколико награда од стране МТВ-ија, Бет авордс и кидс чојс авордс, за албум, синглове и за најбољег новог извођача. Побиједио је у избору за најбољу пјесму године, са пјесмом "Nothin' on You", као и у избору за најбољу љетњу пјесму са пјесмом "авиони". Пјесма "авиони" нашла се у трејлеру за филм Charlie St. Cloud, који је објављен у јулу 2010. Пјесма "магија" нашла се у реклами за адидасову кампању под називом Магија. B.o.B је објавио да ће наступити на МТВ музичкој награди 2010, која је одржана 12. септембра 2010. Поред њега наступили су: Еминем, Линкин Парк, Кање Вест, Дрејк, Ашер, Парамор, Флоренс енд машин и Џастин Бибер.
На дан 14. августа 2010. године, Хејли Вилијамс је објавила преко званичне фан клуб стране Парамора да ће B.o.B бити главна подршка Парамору на турнеји у новембру у Уједињеном Краљевству. Такође је наступао на турнеји коју су организовали Еминем и Џеј-Зи у Комерика парку, под називом "The Home & Home Tour". Наступио је и у МТВ серији MTV Unplugged. Изводио је пјесме са првог албума, као и насловну пјесму са албума рок бенда MGMT, под називом "дјеца", гдје су гости били Робин Тик, Мелани Фиона и Џанел Моне. Учествовао је на музичком фестивалу Лолапалуза, као и на додјели награда МТВ видео мјузик авордс. Наступао је изводећи дјелове пјесама "Nothin' on You" са Бруном Марсом и "авиони" са Хајли Вилијамс. На дан 7. децембра 2010. године, објавио је седми микс под називом "No Genre". Његов дебитантски албум " B.o.B Presents The Adventures of Bobby Ray" је сертификован 2x платинум од стране Америчког удружења дискографских кућа (RIAA) на дан 2. августа 2016.

### 2011—2012: Други студијски албум
На дан 30. јануара 2011. године, Џејси Џеј је објавио сингл са B.o.B-ом под називом [Price Tag". Пјесма је брзо постала број један у Уједињеном Краљевству, гдје је прве недјеље продато 84.000 примјерака. На дан 22. марта 2011, компанија Електроник Артс објавила је трејлер за видео игру Crysis 2 у којој је била његова пјесма "Њујорк, Њујорк", која је садржала главни припјев из пјесме "Теме за Њујорк, Њујорк", коју је 1979. отпјевао и уврстио у свој албум Френк Синатра, док је двије године прије тога Лиза Минели отпјевала пјесму за филм Мартина Скорсезеа Њујорк, Њујорк; извођач који је пјевао припјев није потврђен. Цијела пјесма се касније појавила у његовом осмом микстејпу под називом E.P.I.C. (Every Play Is Crucial), гдје је откривено да је пјесму продуцирао Мајк Карен. Почетком 2011, репер Tyler, the Creator објавио је пјесму под називом "Yonkers". У пјесми је реповао на увредљив начин, помињући између осталих Хејли Вилијамс, Бруна Марса и B.o.B--а; као одговор, B.o.B је објавио 25. марта пјесму под називом "нема будућности", гдје се осврнуо на хип хоп колектив Odd Future и њеног лидера — Тајлера. У јуну 2011, откривено је да B.o.B учествује и продуцира пјесму за албум репера Tech N9ne, пјесму под називом "Am I a Psycho?", у којој је био и репер Хоспин, који је такође имао размирица са репером Tyler, the Creator. B.o.B се такође појавио и у ремиксу Кешине пјесме "Blow". Ремикс је објављен на Ајтјунсу 17. маја 2011. године.
На љето 2011, објављено је да је B.o.B ново заштитно лице АКОО линије одјеће репера T.I. Учествовао је на кампањи АКОО 2011, заједно са рагбистима Кертисом Грандерсоном и Карлом Крафордом, као и глумцем Хозеом Санчезом. Појавио се и у графичком роману за АКОО, под називом Сакрити се на очигледном погледу — Спасавајући свијет од модне завјере. На дан 27. августа 2011, појавио се видео на јутјубу, на којем B.o.B наступа на државном универзитету у Колораду, гдје је први пут изводио пјесму "Strange Clouds", у којој је такође учествовао и Лил Вејн. У интервјуу који је дао за Дејли Оранж, по први пут је говорио о свом другом албуму. Рекао је: "Музика је зрелија, али ништа превише експериментално. То је срећна средина између пјесама са албума B.o.B Presents: The Adventures of Bobby Ray и миксева, тако да би требало да сви могу да уживају у њему. Могу да кажем да сам 90% завршио тренутно, али назив албума још увијек неће бити објављен." На дан 23. септембра 2011. објавио је трејлер на свом званичном сајту, за сингл "Strange Clouds". У трејлеру је најављено да ће сингл бити објављен 3. октобра. Сингл је ипак објављен прије најављеног датума — 25. септембра, док је на Ајтјунсу објављен 27. септембра. Касније истог дана, B.o.B се појавио на онлајн видео стриму на страници V103 и објавио је да ће назив албума такође бити Strange Clouds и да ће бити спреман за излазак почетком 2012. године.
Боби Реј је прву сесију слушања албума одржао у Три саунд студиос 25. октобра 2011. Преслушано је седам нових пјесама, укључујући промотивни сингл "Play the Guitar", са репером André 3000. У албуму су учествовали и други теоери,: Лил Вејн, Big K.R.I.T., Нели, као и T.I., са којим је снимио пјесму под називом "Арена". Као додатак снимао је пјесму са групом OneRepublic, за коју је истакнуто да је "пјесма 2012 са мега дуетом, од некога ко никад не снима дуете ни са ким!" На дан 15. новембар 2011. године, B.o.B је открио да ће прије албума објавити микс под називом E.P.I.C. (Every Play Is Crucial). Микс је објављен 28. новембра 2011. и на њему су се појавили Еминем, Мос Деф, Роско Даш, Мек Мили и Bun B, док су је продуцирали Рајан Тедер, Lil C и Џим Џонсин.
У интервјуу датом за МТВ, B.o.B је причао о гласинама да он и T.I. спремају заједнички албум, приликом чега је рекао: "Заједнички албум, то је заправо почело као шала. Тип ми се увијек обраћао са 'Мартијан' и у једној од својих пјесама рекао је 'то је човјек и Мартијан' и ми смо рекли 'човјек који може да буде на насловници албума'. Само смо се зезали са тим. Али чини се да то узима облик на веома органски начин." На дан 1. децембра 2011, гостовао је на њујоршкој радио станици Hot 97, гдје је потврдио да он и T.I. заправо раде на заједничком албуму под називом The Man & The Martian.
На дан 22. децембра 2011, објавио је одломак пјесме "Play the Guitar", промотивни сингл, на коме су се нашли André 3000, Дрејк, T.I. и Свиз Биз. Пјесма "Play the Guitar" објављена је 27. децембра. На дан 14. фебруара 2012. године, објавио је трејлер за други званични сингл "So Good". Пјесму је продуцирао Рајан Тедер, а објављена је 21. фебруара. У интервјуу датом за Поп Каш, изразио је жељу да ради са Кидом Кудијем, Џејмсом Блејком и Скрилексом: "Такође бих волио да радим са Џејмсом Блејком, то би било лудо. Мислим да би ја, Џејмс Блејк и Кид Куди требало да снимимо пјесму и требало би да је продуцира Скрилекс. Мислим да би небо пало кад би урадили ту пјесму и небо би се спустили на Земљу да игра са нама." На дан 20. марта 2012. објавио је други промотивни сингл за албум "Strange Clouds", под називом "Where Are You (B.o.B vs. Bobby Ray)". Док је трећи промотивни сингл под називом "So Hard to Breathe" објављен 17. априла 2012.
У априлу 2012 у интервјуу датом магазину HipHopDX, рекао је да ће издати рок албум. B.o.B се појавио у дебитантском студијском албуму Хејли Рејнхарт под називом Listen Up!, у пјесми "Oh My". Његов други албум, Strange Clouds, објављен је 1. маја 2012. године. У избору Билборд 200 албум се нашао на петом мјесту, са продатих 76.000 примјерака прве недеље. "Both of Us" био је трећи сингл у албуму, који је снимио у дуету са Тејлор Свифт и нашао се у топ 50 најпродаванијих синглова у Аустралији, на 46 мјесту; продато је 143.000 копија прве недеље. Након изласка албума, пјесма се нашла на 18 мјесту Билборд хот 100 листе.

### 2012—2014: Трећи албум и дискографска кућа
На дан 9. октобра 2012 B.o.B је учествовао на годишњој додјели награда BET хип хоп авордс, на којој су учествовале његове колеге из издавачке куће Гранд хустл, Иги Азејлија, T.I., Чип и Trae tha Truth. На дан 15. новембра 2012, објавио је девети микс, под називом Fuck 'Em We Ball. На миксу су заједно са њим наступили T.I., Џејсии Џеј, Мак Милер, Playboy Tre, Снуп Дог, Spodee и Иги Азејлија, док је највећи дио продуцирао B.o.B лично. Након микса изашао је сингл "We Still in This Bitch". Почетком децембра открио је МТВ-ију план да објави EP под утицајем рок музике: "Задржавао сам много рока тако дуго. Наступам са бендом неко вријеме, тако да претпостављам да је ово стварно добро платно за мене да сликам. Нико не очекује ништа, тако да ја могу да радим шта год хоћу." Такође, говорио је о трећем студијском албуму: "Мој албум је у суштини наставак албума The Adventures of Bobby Ray и Strange Clouds. Осјећам као да смањује разлику између тога гдје су моји фанови и коначно доводи све до брзине гдје су моје пјесме и тачно гдје ја идем."
Док је снимао спот за пјесму "Memories Back Then", у интервјуу за Rap-Up, говорио је о серији пројеката укључујући и његов трећи албум, рок ЕР и Хустл компилацију. Изјавио је да је његов рок ЕР у припреми и да ће рефлектовати различите утицаје: "Када га објавим, сви ће имати оргазам. Заиста сам се заљубио у рок музику, од обичног преко алтернативног до класичног рока и неке форме кантри музике." Говорио је о свом трећем албуму, који је био готово завршен: "Овај пројекат је много више напоран него било шта друго, јер сам стварно показао потпуни спектар онога што моогу да урадим музички, тако да се сад само забављам са тим. Имам 24 године и забављам се." У марту, B.o.B се удружио са репером Биг Бојем из Ауткаста, да би заједно објавили музичку тему за видео игру Army of Two: The Devil's Cartel; у случају наручива прије изласка репери су такође доступни као карактери у игри. Пјесма, под називом "Double or Nothing", је праћена спотом, који су продуцирали магазин Вице, Нојзи и Електроник артс.
На дан 22. април 2013. године, објављено је да ће B.o.B ићи на турнеју под називом "Under The Influence" са реперима Виз Калифом, Ејсепом Рокијем, Тринидадом Џејмсом, Џоијем Бејдасом и Smoke DZA. Турнеја је стартовала 17. јула 2013. На дан 12. маја 2013, B.o.B је твитовао: "Underground Luxury ... долази овог љета... #staytuned", тако откривајући назив свог трећег студијског албума. У мају, објавио је видео за нову пјесму "Through My Head". Видео је режирао перуански филмски режисер Рикардо де Монтреил. На дан 13. маја 2013, Funkmaster Flex представио је премијерно на радију пјесму "HeadBand" (у дуету са 2 Chainz), водећи сингл за албум Underground Luxury. Пјесма је пуштена у малопродају 21. маја 2013. Пјесма се нашла на 65 мјесту на листи Билборд хот 100. B.o.B је у интервјуу почетком септембра открио да ће албум изаћи у децембру 2013.
На дан 10. септембра 2013. године, на ајтјунсу је објављен други сингл за албум, под називом "Ready". Пјесму је продуцирао Ноел Фишер, познатији као Detail; на пјесми је учествоваво и репер Future. У септембру 2013, открио је план да покрене сопствену издавачку кућу. Током интервјуа, истакао је: "Стављам свом главном извршном директору панталоне, човјече. Покренућу издавачку кућу под називом HamSquad и тражим умјетнике који ће бити водећи умјетници за кућу. Тако да, заиста сам узбуђен око тога." У истом интервјуу објавио је да ће албум Underground Luxury изаћи у децембру. B.o.B је свој трећи албум назвао "пројектом промјене каријере", додајући да ће се албум окретати око тога како се његов живот промијенио након што је остварио велике успјехе.". На дан 5. октобра 2013, објављен је спот за пјесму "Ready". На дан 17. октобра 2013, током интервјуа на телевизији Бет, у хип хоп музичком програму 106 & Park, B.o.B је изјавио да ће албум изаћи 17. децембра 2013. године.
Underground Luxury дебитовао је на 22 мјесту билбордове листе 200 албума; прве недеље је продато 35.000 примјерака у Сједињеним Државама. То је био стрми пад у продаји у односу на прва два, који су прве недеље продати у 84.000 односно 74.000 примјерака. У својој другој недељи албум је пао на 30 мјесто, продавши још 19.000 примјерака у Сједињеним Државама. У трећој недељи продато је још 9.000, док је у четвртој недељи продато још 6.600 примјерака у Сједињеним Државама.
На дан 9. јуна 2014, у интервјуу са Ботлег Кевом, објавио је оснивање своје издавачке куће, под називом No Genre, која је названа по његовом миксу из 2010. На дан 9. јула 2014, објавио је пјесму No Genre 2, наставак његовог седмог микса. У пјесми No Genre 2 нашли су се бројни репери, међу којима и Кевин Гејтс, Викторија Моне, Мајк Фреш, Ty Dolla Sign, Севин Стретер, Мила Џи, T.I. и многи други. На дан 14. октобра 2014, објавио је пјесму под називом "Not For Long", са Трејем Сонгзом, као сингл са дигиталном дистрибуцијом. На дан 7. октобра 2014, Тара Волошин објавила је да је потписала са издавачку кућу No Genre. На дан 24. октобра 2014, објавио је пјесму под називом "Fleek"; пјесму потписује његова издавачка кућа No Genre, док се у пјесми појављују најновије потписани умјетници No Genre-а, Лин Зи и Лондон Џеј. На дан 28. нивембра 2014, објавио је девети микс, под називом New Black. Пројекат је кохезивни Концептуални албум, компилација политички оријентисаних пјесама, кључујући пјесму "Generation Lost", као трећу нумеру.

### 2015—данас: Микстејп и албуми
Ако погледате на моју каријеру, то је прича у наставцима. У The Adventures of Bobby Ray, Боби иде у авантуру. Удише неке чудне облаке послије тога. Затим одлази у ноћни клуб и ради урбану музику у Underground Luxury. Узима неке психодјеличне гљиве и пушта свјесни пројекат као Psycadelik Thoughtz. Сада, желим да узмем све и забавим се у овој кулминацији названој ETHER. Увијек сам вјеровао да је знање плус искуство једнако мудрост. Искуство је ушло .

— B.o.B у интервјуу у априлу 2017. године.
На дан 24. фебруара 2015. године, B.o.B. је снимио пјесму са репером Tech N9ne, под називом "Hood Go Crazy", за његов албум "Special Effects"; на пјесми је такође учествовао и репер 2 Chainz. Касније те године, говорио је о могућности заједничког микса са репером Tech N9ne. На дан 14. августа 2015, објавио је пројекат под називом Psycadelik Thoughtz, свој 12 микс, на коме се нашло 11 пјесама. Албум је издат преко издавачких кућа Гранд Хустл рекордс, Атлантик рекордс и Ребел рок Ентертајнмент. Пјесма "Back and Forth" објављена је онлајн дан прије изласка албума. На албуму су се нашли пјевачи Џон Белион и Севин Стретер. ЕР, који је објављен без икакве промоције или синглова уводних синглова, дебитовао је на броју 97 на листи Билборд хот 200 најпродаванијих албума. Сајт HipHopDX дао му је двије и по од могућих пет звјездица, истакавши како "B.o.B још једном није успио да понови успјехе какве је имао раније у каријери" и да "никада није био у врху најбољих хип хоп извођача." На дан 4. децембра 2015. године, објавио је нови микстејп под називом "WATER (We Are The Enemy Really)", на којем се нашло осам пјесама. микстејп је објавио преко своје издавачке куће, а 7. децембра 2015, рекао је да потиснут од стране Атлантик рекордса и раскинули су сарадњу.
На дан 2. јануара 2016, B.o.B је на твитеру написао "Нисам заборавио на рок албум.. када буде право вријеме." На дан 18. јануара 2016. године, објавио је други микстејп под називом "FIRE (False Idols Ruin Egos)". Пратио је концепт претходног микстејпа, прилагођавајући назив елементу и користећи акрониме. И овај микстејп је такође објавио преко своје издавачке куће No Genre. На микстејпу се нашло девет пјесама, а пјесме "Bend Over", "Excuse Me" и "Summers Day" су објављене са спотовима. На дан 22. априла 2016, у знак прославе Дана Земље објавио је микстејп под називом EARTH (Educational Avatar Reality Training Habitat), на којем се нашло десет пјесама, укључујући и пјесму "Flatline" намијењену физичару Нилу Деграс Тајсону, са којим ушао у расправу на твитеру око свог вјеровања да је Земља равна. Пјесма се односи према науци као према култу. На дан 29. августа 2016. године, објавио је четврти микстејп — AIR (Art Imitates Reality) пратећи концепт претходних и дајући му назив по елементу. ЕР је садржао 11 пјесама, а пјесме "Escape", "War Witch" и "Air Bender" објављене су са спотовима. На дан 4. новембра 2016, објавио је први компилацијски албум под називом Elements, који садржи пјесме са његова последња четири ЕР-а: WATER, FIRE, EARTH и AIR. Компилацијски албум објављен је као увод у његов четврти студијски албум.
На дан 12. маја 2017. године, објавио је четврти студијски албум под називом Ether. Албум је објављен преко издавачких кућа No Genre, Гранд Хустл рекордс и Емпајер дистрибушен; то је први његов албум са инди музиком. Албум је пети наставак компилацијског албума Elements. У албуму су учествовали бројни извођачи: Лил Вејн, Јанг Тиг, T.I., Big K.R.I.T., Ty Dolla Sign, Ашер, Си Ло Грин, Јанг Дро и други. На Билборд хот 200 листи албума дебитовао је на 179 мјесту. 
На дан 5. јула 2018. године објавио је пети студијски албум, под називом "Naga", на којем се нашло десет пјесама.

## Умјешност

### Утицај
B.o.B је описао свој утицај као "музика 80-их, техно, фанк, као и ду воп". У интервјуу 2012. године, за HipHopDX, када је упитан: "с обзиром на твоје године и гдје си одрастао, да ли су звуци Годи Моба, Ауткаста, T.I.-ја и других јужних хип хоп извођача утицали на тебе?", одговорио је: "О да, сви они. Ауткаст, Гуди Моб, Трилвил, Лил Џон, Крајм Моб, Бон Крушер. Сви они су играли велику улогу у стварању музике коју ја имам. Када си у Атланти видиш све, али сам ипак ишао у друге области. Био сам велики фан Еминема. Фан Ди-Ем-Екса, фан Dr. Dre-а. Мислим да зато имам универзалну апресијацију према таквој музици." Албум објављен 2015. године, под називом Psycadelik Thoughtz, настао је под утицајем рок и фанк музике 70-их година.

### Музички стил
У интервјуу датом 2009. године, на питање о томе каква је његова музика рекао је: "Трудим се да будем више личан него што се трудим да будем другачији". У осврту на његов дебитантски албум објављен 2010. године — The Adventures of Bobby Ray, магазин HipHopDX је написао: "Свестраност коју B.o.B инкапсулира је евидентна од самог почетка албума." B.o.B пјева, репује, свира клавир и гитару, све то од почетка свог дебија. Он користи забавну музику, политички хип хоп, треп, рок и клупску музику, обично је подијељен између двије личности које руководе специфичним жанровима; његов алтер его је одговоран за забавну, треп и клупску музику, док је Bobby Ray више искрен, мулти инструменталиста, који своје погледе дијели кроз "свјесни реп" и рок музику. Овај концепт је у великој мјери истражен кроз микс објављен 2009. године, под називом B.o.B vs. Bobby Ray и касније у синглу 2012. године под називом "Where Are You (B.o.B vs. Bobby Ray)".

## Вјеровања
B.o.B је отворени теоретичар завјера и познат је по свом антиестаблишментском погледу, које је исказао у интервјуима, на друштвеним мрежама и кроз своју музику. Такође се оглашавао у неколико друштвених и политичких случајева, као што су права Афроамериканаца, полицијска бруталност и идеологија америчка изузетност. Вјерује у модел равне Земље, да је слијетање на мјесец 1969. године лажно, да је 11. септембар био посао изнутра, да ће нови свјетски поредак предводити Илуминати и да клонирање познатих личности надрзире влада Сједињених Држава. Пјесма објављена 2016. године, под називом "Flatline" алудира на антисемитску теорију завјере, питајући публику да истраже Дејвида Ервинга, који заступа идеју порицања Холокауста. Ти коментари су привукли пажњу Антидефимацијске лиге, која је изјавила да пјесма призива анисемитску теорију завјере да Јевреји из сјенке управљају владом Сједињених Држава.

### Вјеровање да је "Земља равна"
У јануару 2016. године, B.o.B је изјавио да вјерује да је Земља равна, наводећи неколико раније откривених аргумената. Астрофизичар Нил Деграс Тајсон одговорио му је на твитеру и покушао је да га убиједи да је Земља округла, али је репер одбио да буде увучен у његове погледе и оптужио је НАСУ да избјегава одговоре, док је објављивао пјесму против Тајсона. Пјесма под називом "Flatline", односи се на његове погледе око облика Земље. Тајсон и његов нећак, репер Стивен, одговорилу су му са пјесмом под називом "Flat to Fact". Тајсон је ово пропратио гостовањем на телевизији, гдје је поручио: "То је фундаментална чињеница, није еуклидска геометрија. Мале секције великих закривљених површина увијек ће изгледати равно малим креатурама које пузе по њима ... И уосталом, то се зове гравитација. B.o.B је прихватио чланство у модерно удружење равна Земља 2016. године.
У септембру 2017, B.o.B је тражио 200.000 долара да би покренуо свој сопствени сателит како би утврдио облик Земље. Недуго након што је тражио 200.000, повећао је свој захтјев на милион долара, како би покрио трошкове многих тестова који захтијевају дронови, ваздушни балони и сателити.

## Дискографија
Студијски албуми:
- B.o.B Presents: The Adventures of Bobby Ray (2010)
- Strange Clouds (2012)
- Underground Luxury (2013)
- Ether (2017)
- Naga (2018)

Компилацијски албуми:
- Elements
- We Want Smoke

## Награде и номинације

### BET награде
| Година            | Номиновани/рад                 | Награда                             | Резултат   |
| ----------------- | ------------------------------ | ----------------------------------- | ---------- |
| BET награде 2010. | Видео године                   | "Nothin' On You" (са Бруном Марсом) | Номинација |
| BET награде 2010. | Најбоља сарадња                | "Nothin' On You" (са Бруном Марсом) | Номинација |
| BET награде 2010. | Најбољи мушки хип хоп умјетник | B.o.B                               | Номинација |
| BET награде 2011. | Видео године                   | "Airplanes" (са Хејли Вилијамс)     | Номинација |
| BET награде 2011. | Најбоља сарадња                | "Airplanes" (са Хејли Вилијамс)     | Номинација |
| BET награде 2011. | Најбољи мушки хип хоп умјетник | B.o.B                               | Номинација |

### BET хип хоп награде
| Година                    | Номиновани/рад                      | Награда                             | Резултат   |
| ------------------------- | ----------------------------------- | ----------------------------------- | ---------- |
| BET хип хоп награде 2009. | B.o.B                               | Руки године                         | Номинација |
| BET хип хоп награде 2010. | B.o.B                               | Made-You-Look награда               | Номинација |
| BET хип хоп награде 2010. | B.o.B                               | МВП године                          | Номинација |
| BET хип хоп награде 2010. | "Airplanes" (са Хејли Вилијамс)     | Пјесма године                       | Номинација |
| BET хип хоп награде 2010. | "Nothin' On You" (са Бруном Марсом) | Савршена комбо награда              | Номинација |
| BET хип хоп награде 2010. | "Nothin' On You" (са Бруном Марсом) | People's Champ награда              | Номинација |
| BET хип хоп награде 2010. | "Nothin' On You" (са Бруном Марсом) | Најбољи хип хоп видео               | Номинација |
| BET хип хоп награде 2010. | The Adventures of Bobby Ray         | CD године                           | Номинација |
| BET хип хоп награде 2011. | No Genre                            | Најбољи микс                        | Номинација |
| BET хип хоп награде 2013. | "We Still in This Bitch"            | Најбољи хип хоп видео               | Номинација |
| BET хип хоп награде 2014  | "Paranoid"                          | Слатких 16: Најбоља дуетска верзија | Номинација |
| BET хип хоп награде 2014  | "Up Down (Do This All Day)"         | Слатких 16: Најбоља дуетска верзија | Номинација |

### Греми награде
| Година              | Номиновани/рад                                  | Награда                         | Резултат   |
| ------------------- | ----------------------------------------------- | ------------------------------- | ---------- |
| Награда Греми 2011. | "Nothin' on You" (са Бруном Марсом)             | Пјесма године                   | Номинација |
| Награда Греми 2011. | "Nothin' on You" (са Бруном Марсом)             | Најбоља реп перфоманса          | Номинација |
| Награда Греми 2011. | "Nothin' on You" (са Бруном Марсом)             | Најбоља реп пјесма              | Номинација |
| Награда Греми 2011. | "Airplanes" (са Хејли Вилијамс и Еминемом)      | Најбоља поп сарадња са вокалима | Номинација |
| Награда Греми 2011. | The Adventures of Bobby Ray                     | Најбољи реп албум               | Номинација |
| Греми награде 2012. | Doo-Wops & Hooligans (са гостујућим извођачима) | Албум године                    | Номинација |

### Друге награде и номинације
| Година | Награда                         | Категорија                          | Рад                                  | Резултат   |
| ------ | ------------------------------- | ----------------------------------- | ------------------------------------ | ---------- |
| 2010.  | Америчке музичке награде        | Нови извођач године                 | B.o.B                                | Номинација |
| 2010.  | Америчке музичке награде        | Омиљени хип хоп извођач             | B.o.B                                | Номинација |
| 2010.  | Америчке музичке награде        | Омиљени хип хоп албум               | The Adventures of Bobby Ray          | Номинација |
| 2010.  | МТВ видео музичке награде       | Видео године                        | "Airplanes" (са Хејли Вилијамс)      | Номинација |
| 2010.  | МТВ видео музичке награде       | Најбољи мушки видео                 | "Airplanes" (са Хејли Вилијамс)      | Номинација |
| 2010.  | МТВ видео музичке награде       | Најбољи хип хоп видео               | "Airplanes" (са Хејли Вилијамс)      | Номинација |
| 2010.  | МТВ видео музичке награде       | Најбоља сарадња                     | "Airplanes" (са Хејли Вилијамс)      | Номинација |
| 2010.  | МТВ видео музичке награде       | Најбољи поп видео                   | "Nothin' On You" (са Бруном Марсом)  | Номинација |
| 2010.  | МТВ Европа музичке награде      | Најбољи нови извођач                | B.o.B                                | Номинација |
| 2010.  | МТВ Европа музичке награде      | Најбољи пробој извођача             | B.o.B                                | Номинација |
| 2010.  | Соул трејн музичке награде      | Најбоља пјесма године               | "Nothin' On You" (са Бруном Марсом)) | Освојено   |
| 2010.  | Соул трејн музичке награде      | Најбољи нови извођач                | B.o.B                                | Номинација |
| 2010.  | Тин чојс авордс                 | Чојс музика: реп албум              | The Adventures of Bobby Ray          | Номинација |
| 2010.  | Тин чојс авордс                 | Чојс музика: Hook-Up                | "Airplanes" (са Хејли Вилијамс)      | Освојено   |
| 2010.  | Тин чојс авордс                 | Чојс музика: Љетња пјесма           | "Airplanes" (са Хејли Вилијамс)      | Номинација |
| 2010.  | Тин чојс авордс                 | Чојс музика: Сингл                  | "Nothin' On You" (са Бруном Марсом)  | Номинација |
| 2010.  | Тин чојс авордс                 | Чојс музика: Пробој мушког извођача | B.o.B                                | Номинација |
| 2010.  | Тин чојс авордс                 | Чојс музика: Љетњи мушки извођач    | B.o.B                                | Номинација |
| 2011.  | Билборд музичке награде         | Најбоља дигитална пјесма            | "Airplanes" (са Хејли Вилијамс)      | Номинација |
| 2011.  | Билборд музичке награде         | Најбоља реп пјесма                  | "Airplanes" (са Хејли Вилијамс)      | Номинација |
| 2011.  | Билборд музичке награде         | Најбоља реп пјесма                  | "Nothin' On You" (са Бруном Марсом)  | Номинација |
| 2011.  | МТВ видео музичке награде Јапан | Најбољи мушки видео                 | "Airplanes" (са Хејли Вилијамс)      | Номинација |
| 2011.  | МТВ видео музичке награде Јапан | Најбоља сарадња                     | "Airplanes" (са Хејли Вилијамс)      | Номинација |
| 2011.  | МТВ видео музичке награде Јапан | Најбољи нови извођач                | "Nothin' On You" (са Бруном Марсом)  | Номинација |
| 2011.  | NAACP награде                   | Невјероватни нови извођач           | B.o.B                                | Номинација |
| 2011.  | Пипл чојс авордс                | Најбољи пробој извођача             | B.o.B                                | Номинација |
| 2011.  | Пипл чојс авордс                | Favorite Song                       | "Airplanes" (са Хејли Вилијамс)      | Номинација |
| 2012.  | МТВ Европа музичке награде      | Најбољи наступ на бини              | B.o.B                                | Номинација |
| 2012.  | Пипл чојс авордс                | Најдражи хип хоп извођач            | B.o.B                                | Номинација |
| 2014.  | МТВ Европа музичке награде      | Најбољи наступ на бини              | B.o.B                                | Номинација |
| 2015.  | МТВ Европа музичке награде      | Најбољи наступ на бини              | B.o.B                                | Номинација |